# Верхній вокальний центр

HVC в контексті механізму навчання птахів співу.

Верхній вокальний центр (англ. high vocal center, лат. hyperstriatum ventralis pars caudalis, HVC) — ядро головного мозку птахів (найрозвиненіше у співочих птахів), необхідне для навчання і контролю вокалізації. Він розташований у твердому ядрі аркопілліума (rubust nucleus of arcopillium) та має проєкції на прямий та зворотний шляхи передньої частини переднього мозку. Для навчання співу всі види птахів мають мати структури, подібні до HVC, що, як вважається, виникли за допомогою конвергентної еволюції.

## Виноски
1. ↑  Nottebohm F. The neural basis of birdsong // PLoS Biol. — PLoS, 2005. — Vol. 3, Iss. 5. — P. e164. — ISSN 1544-9173; 1545-7885 — doi:10.1371/JOURNAL.PBIO.0030164